# 赫里帕利奇
50°51′14″N 24°15′9″E / 50.85389°N 24.25250°E
赫里帕利奇（烏克蘭語：Хрипаличі），是烏克蘭西北部的村莊，隸屬沃倫州的沃洛德米爾區。該村始建於1577年，面積7平方公里，海拔高度190米，2001年人口265，人口密度每平方公里37.86人。